# ماشا مریل

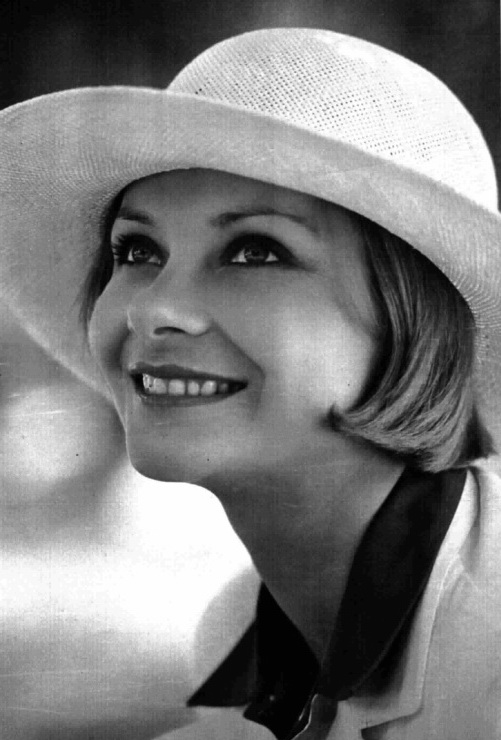
ماشا مریل در سال ۱۹۷۵.

ماشا مریل (فرانسوی: Macha Méril‎؛ زادهٔ ۳ سپتامبر ۱۹۴۰) بازیگر و نویسنده اهل فرانسه است. وی از سال ۱۹۶۰ میلادی تاکنون مشغول فعالیت بوده‌است.
از فیلم‌ها یا برنامه‌های تلویزیونی که وی در آنها نقش داشته‌است می‌توان به زنی دست دوم، یک زن شوهردار، زیبای روز، قرمز تیره، دوئت برای یکی، رولت چینی، شادی هرگز به تنهایی نمی‌آید، آخرین روز مدرسه پیش از کریسمس، یک داستان ساده، یکی و دیگری، ملاقات با ونوس و خانه‌به‌دوش اشاره کرد.
وی همچنین برندهٔ جوایزی همچون نشان شوالیهٔ لژیون دونور شده است.